# Riverside Records
La Riverside Records è stata una casa discografica ed etichetta jazz americana. Fondata da Orrin Keepnews e Bill Grauer nel 1953, l'etichetta ha svolto un ruolo importante nell'industria discografica jazz per un decennio. La sede centrale di Riverside si trovava a New York City, al 553 West 51st Street.

## Storia
Inizialmente la compagnia si dedicava alla ristampa di materiale jazz antico concesso in licenza dall'etichetta Paramount Records di Chicago e dalla Gennett Records. Gli artisti ristampati includevano Jelly Roll Morton, King Oliver, Ma Rainey e James P. Johnson, ma l'etichetta iniziò a pubblicare le proprie registrazioni di jazz contemporaneo nell'aprile 1954, a cominciare dal pianista Randy Weston. Nel 1955 il contratto della Prestige Records di Thelonious Monk fu acquistato e Monk fu firmato da Riverside, dove rimase per i successivi cinque anni. Negli anni successivi, Cannonball Adderley, Bill Evans, Charlie Byrd, Johnny Griffin, Bob Corwin e Wes Montgomery hanno dato un contributo sostanziale al catalogo di Riverside. La maggior parte dei nuovi dischi sono stati prodotti da Keepnews, che ha servito come capo creativo dell'etichetta e di diverse sussidiarie, come Jazzland Records, con Grauer che ha diretto le vendite e le operazioni commerciali dell'azienda.
La Riverside ha offerto un ampio catalogo folk, inclusi artisti tradizionali come Bascom Lamar Lunsford, Obray Ramsey e George Pegram e Walter Parham; e interpreti folk come Ewan MacColl, Jean Ritchie, Paul Clayton, Billy Faier, Oscar Brand, Cynthia Gooding e Bob Gibson.
Nel 1956 Bill Grauer registrò, produsse e montò i suoni da corsa del Florida International Twelve Hour Grand Prix of Endurance, Riverside Records RLP 5001. Il raro disco contiene anche interviste con Stirling Moss, Juan Manuel Fangio e altri piloti da corsa.